# Medalla Gonin
La Medalla Gonin, en categoría única de oro, es un galardón, instituido en 1937 en memoria del oftalmólogo Jules Gonin (1870-1935), por la Universidad de Lausana y la Sociedad Suiza de Oftalmología y otorgada por el Consejo Internacional de Oftalmología [International Council of Ophthalmology], que galardona desde 1941 a personas físicas que se han destacado excepcionalmente en el ámbito de la oftalmología por su trabajo e investigación.
Se considera el galardón más importante concedido a nivel internacional en el campo de la oftalmología. Se concede con carácter cuatrienal, y se otorga coincidiendo con el Congreso Internacional de Oftalmología respectivo. Aunque los Congresos Internacionales de Oftalmología tienen carácter bienal desde 2008, la Medalla Gonin mantiene el carácter cuatrienal de su concesión.
Materialmente la medalla es de forma circular, con dimensión de 39 mm de diámetro, acuñada en oro. En el anverso, figura el busto de Jules Gonin a la diestra y en orla el nombre y sus años de nacimiento y fallecimiento: «JULES GONIN 1870-1935». En el reverso, se muestran dos manos sobre un ojo rodeado por la inscripción en latín: «DEO JUVANTE MISERIS REDIDIT LUCEM» (cuya traducción al castellano es: «Con la ayuda de Dios, que restaura la luz a los afligidos»).
Asociado a la medalla se otorga desde 1998 un importe en metálico que patrocina la Fundación de Investigación de la Retina [Retina Research Foundation] (Houston, Texas), disponiéndose en 10.000 $ que se destinan al galardonado y 40.000 $ que se destinan a proyectos de investigación en curso.
El Consejo Internacional de Oftalmología otorga también otros galardones, a través de sus comités respectivos, con periodicidad también cuatrienal excepto uno, todos de creación más reciente que la Medalla Gonin. Estos son: la Medalla Internacional Duke-Elder (1982- ), la Medalla de Oro Jules François (1984- ), el Premio del CIO de Patología Oftálmica (2004- ), el Premio GOH Naumann para el Liderazgo en el Cuidado Global del Ojo (anual, 2006- ), la Medalla de Oro Bietti (2006- ), la Medalla de Oro Thaddeusz Krwawicz (1993- ) y la Medalla de Oro Bernardo Streiff (1998- ).
| Año de concesión | Galardonado                | Procedencia                               | Lugar de entrega                                                       |
| ---------------- | -------------------------- | ----------------------------------------- | ---------------------------------------------------------------------- |
| 1941             | Alfred Vogt                | Zúrich (Suiza)                            | Lausana                                                                |
| 1945             | Paul Bailliart             | París (Francia)                           | Lausana                                                                |
| 1950             | Hermenegildo Arruga Liró   | Barcelona (España)                        | XVI Congreso Internacional de Oftalmología (Londres, 1950)             |
| 1954             | Stewart Duke-Elder         | Londres (Gran Bretaña)                    | XVII Congreso Internacional de Oftalmología (Toronto-Nueva York, 1954) |
| 1958             | Alan C. Woods              | Baltimore (Estados Unidos)                | XVIII Congreso Internacional de Oftalmología (Bruselas, 1958)          |
| 1962             | Hans Goldmann              | Berna (Suiza)                             | XIX Congreso Internacional de Oftalmología (Nueva Delhi, 1962)         |
| 1966             | Jules François             | Gante (Bélgica)                           | XX Congreso Internacional de Oftalmología (Munich, 1966)               |
| 1970             | Gerhard Meyer-Schwickerath | Essen (Alemania)                          | XXI Congreso Internacional de Oftalmología (Ciudad de México, 1970)    |
| 1974             | David G. Cogan             | Cambridge, Massachusetts (Estados Unidos) | XXII Congreso Internacional de Oftalmología (París, 1974)              |
| 1978             | Norman Henry Ashton        | Londres (Gran Bretaña)                    | XXIII Congreso Internacional de Oftalmología (Kioto, 1978)             |
| 1982             | Alfred Edward Maumenee     | Baltimore (Estados Unidos)                | XXIV Congreso Internacional de Oftalmología (San Francisco, 1982)      |
| 1986             | Akira Nakajima             | Tokio (Japón)                             | XXV Congreso Internacional de Oftalmología (Roma, 1986)                |
| 1990             | Barrie Russell Jones       | Londres (Gran Bretaña)                    | XXVI Congreso Internacional de Oftalmología (Singapur, 1990)           |
| 1994             | Harold L. Ridley           | Londres (Gran Bretaña)                    | XXVII Congreso Internacional de Oftalmología (Toronto, 1994)           |
| 1998             | Robert Machemer            | Durham (Estados Unidos)                   | XXVIII Congreso Internacional de Oftalmología (Ámsterdam, 1998)        |
| 2002             | Gottfried O.H. Naumann     | Erlangen (Alemania)                       | XXIX Congreso Internacional de Oftalmología (Sídney, 2002)             |
| 2006             | Alfred Sommer              | Baltimore (Estados Unidos)                | XXX Congreso Internacional de Oftalmología (São Paulo, 2006)           |
| 2010             | Alan Charles Bird          | Londres (Gran Bretaña)                    | XXXII Congreso Internacional de Oftalmología (Berlín, 2010)            |